# Земля Гріннеля
Земля Ґріннелла (англ. Grinell Land) — центральна частина острова Елсмір в північній частині території провінції Нунавут в Канаді. Земля була названа на честь Генрі Ґріннелла, суднового магната з Нью-Йорка, який у 1850-ті роки допомагав фінансувати дві експедиції для пошуку зниклої експедиції Франкліна.
Назва була дана капітаном Едвіном де Гавеном під час Першої Експедиції Ґріннелла на прицільної високі підстави у вересні 1850. Він побачив сушу 22 числа цього місяця, яка відрізнялася своїми гірськими вершинами, як було бачено, «піднявшимися над хмарами». De Haven обґрунтовував назву цієї Землі в своїй офіційній доповіді про рейс в жовтні 1851 року.